# الحفانى (إب)

تعديل مصدري - تعديل

الحفانى محلة تابعة لقرية الدثئة، التابعة لعزلة شعب يافع بمديرية إب إحدى مديريات محافظة إب في الجمهورية اليمنية.، بلغ تعداد سكانها 210 حسب تعداد اليمن لعام 2004.